# 戰火烈愛
《戰火烈愛》（波蘭語：1920 Bitwa warszawska）是一部波兰歷史題材電影，由耶日·霍夫曼(Jerzy Hoffman) 执导，此部電影講述的是波苏战争中的华沙戰役。它于2011年9月上映。 該部電影因為在拍攝時用到了融合相机系统，因此它也是波兰最昂贵的电影之一。